# 6-дюймовая пушка образца 1877 года

Крепостной лафет под 6-дюймовую 190-пудовую пушку. 1915 г.

6-дюймовая пушка образца 1877 года — русское тяжёлое казнозарядное нарезное артиллерийское орудие калибра 152,4 мм на жёстком лафете, разработанное Михайловской артиллерийской академией и производившееся на императорских Пермских пушечных заводах и Обуховском сталелитейном заводе в Санкт-Петербурге.

## История
Орудие разработано Михайловской артиллерийской академией в 1875 году.
Изготавливалось из уральской стали по методу профессора Д. К. Чернова.
М1877 был довольно обычным орудием для своего времени, и большинство стран имели подобные пушки. Однако отсутствие противооткатных устройств сделало его устаревшим ко времени начала Первой мировой войны. Большинство из них были назначены для защиты русских фортов, когда началась Первая Мировая война. М1877 был разработан с учётом уроков Франко-Прусской и Русско-турецкой войн, где полевые орудия при меньших размерах снарядов и ограниченных высотах приходилось с трудом преодолевать укрепления. Нужна была гаубица, способная вести огонь под большим углом, которая могла бы выпустить большой снаряд, чтобы попасть внутрь стен вражеских укреплений.
Орудие было старейшим орудием царской русской армии и в то же время одним из старейших орудий, участвовавших в Первой мировой войне. Первоначально оно было спроектировано как осадное орудие и к началу войны уже устарело. Однако Россия в то время не располагала достаточным количеством средней и тяжелой артиллерии. Таким образом, их в спешке отправляли на фронт и бросали в бой. Большая часть орудий была потеряна во время боёв 1915/16 гг.

## Краткие тактико-техническая характеристики (ТТХ)
Поскольку орудие было разработано как осадное, для стрельбы ему требовалась нижняя плита. Гидравлический тормозной цилиндр соединял орудие и нижнюю пластину и улавливал отдачу, возникающую при стрельбе. Без этого цилиндра орудие было бы неуправляемым при стрельбе.
Для транспортировки конец лафета просто помещался на тележку и крепился. Орудие двигалось «в одном куске».
- Калибр, мм : 152,4
- Длина ствола, клб : 21
- Ресурс ствола : до 10 000 выстрелов
- Масса ствола : 120 или 190 пудов (1920 или 3040 кг).
- Масса орудия в боевом положении, кг : 5300[уточнить]
- Дульная скорость, м/с : 455
- Максимальная дальность стрельбы, км : 9,3
- Максимальный угол возвышения, градусов : 45
- Минимальный угол склонения, градусов : −5
- Дульная скорость: 463 м / сек
- Максимальная дальность выстрела: 7.800 м

В дополнение к роли крепости и осадного орудия существовал также вариант береговой обороны на гарнизонной горе с ограниченным проходом. Система отдачи для этого варианта состояла из П-образной люльки пушки, удерживающей ствол ствола, и слегка наклонной огневой платформы с гидрогравитационной системой отдачи. Когда пушка стреляла, гидравлический буфер замедлял отдачу люльки, которая скользила вверх по наклонным рельсам на огневой платформе, а затем возвращала пушку в исходное положение комбинированным действием буферов и силы тяжести.

## Боевое применение
Орудия активно использовались в русско-турецкой войне 1877—1878 годов, русско-японской войне, Первой мировой войне, гражданской войне в России и в других вооружённых конфликтах начала XX века с участием стран, ранее входивших в бывшую Российскую империю (Советский Союз, Польша, Финляндия и т. д.).

### Первая мировая война
Большинство военных специалистов до Первой мировой войны придерживались концепции ведения наступательной войны быстрого маневрирования, которая во времена до механизации означала сосредоточение внимания на кавалерии и легкой конной артиллерии, стреляющей шрапнельными снарядами. В отличие от Западного фронта, который быстро выродился в окопную войну, Восточный фронт оставался достаточно подвижным в связи с протяженностью фронта и разреженностью транспортных сетей. Хотя большинство государств имели тяжелую полевую артиллерию до начала Первой мировой войны, ни одно из них не имело достаточного количества тяжелых орудий на вооружении и не предвидело растущего значения тяжелой артиллерии. Поскольку самолёты того периода ещё не были способны нести достаточно тяжелые бомбы, бремя тяжелой огневой поддержки легло на артиллерию. В результате были организованы поиски чего-нибудь, что могло бы выстрелить тяжелым снарядом, а это означало опустошение крепостей и прочесывание оружейных складов в поисках оружия, находящегося в резерве.
Именно в этих условиях 496 М1877 в крепостях Европейской России были отправлены на фронт для поддержки русских армий, штурмующих немецкие и австро-венгерские пограничные крепости. Однако из-за череды поражений русских в первый год войны большое количество М1877 было захвачено немцами из-за их недостаточной мобильности. Часть этих орудий немцы перебросили на Западный фронт, где они были приписаны к тяжелым артиллерийским батальонам армии, чтобы восполнить потери, понесенные в первые два года войны.

### Вторая мировая война
В ноябре 1941 года сформированные из 12 этих пушек батареи, закрыли брешь в обороне советской 16-й армии под командованием К. К. Рокоссовского в ходе битвы за Москву на участке Солнечногорск — Красная Поляна.
В критический момент обороны Москвы 25 октября 1941 года Рокоссовский в связи с почти полным отсутствием артиллерии на занимаемом рубеже обратился к командующему Западным фронтом Г. К. Жукову с просьбой о срочной помощи противотанковой артиллерией, но во фронтовом резерве противотанковой артиллерии тоже не было. По этой причине, а также ввиду угрожающего положения в связи с готовящимся на Волоколамском направлении прорывом действовавших против 16-й армии 3-й и 4-й танковой групп вермахта, запрос дошёл до Верховного Главнокомандующего И. В. Сталина, реакция которого была незамедлительной: «У меня тоже нет резервов противотанковой артиллерии. Но в Москве есть Военная артиллерийская академия имени Ф. Э. Дзержинского. Там много опытных артиллеристов. Пусть они подумают, и в течение суток доложат о возможном решении проблемы» По другим сведениям, Жуков лично обратился в Ставку Верховного Главнокомандования. Сталин выслушал Жукова в присутствии командующего артиллерией Красной Армии Н. Н. Воронова и сказал, что у него тоже нет противотанковых средств, но в Москве в Артиллерийской академии РККА имени Ф. Э. Дзержинского остались ещё специалисты, которые помогают в обороне Москвы, среди них, возможно, остался генерал-майор Козловский Давид Евстафьевич, дал указание найти его и сказать, что товарищ Сталин просит его помочь бойцам Красной Армии в приобретении противотанкового оружия.
К этому времени, ещё в октябре 1941 года, академия, располагавшаяся в непосредственной близости от Московского Кремля на Москворецкой набережной была в основном эвакуирована в Самарканд, куда также была вывезена вся учебная артиллерия. В Москве оставалось около сотни офицеров и гражданских служащих академии. Но приказ Сталина нужно было выполнять.
Неоценимый вклад в решение поставленной задачи внёс 71-летний профессор академии генерал-майор Российской императорской и Советской Армий Д. Е. Козловский, который также был в годы Великой Отечественной войны постоянным членом Артиллерийского комитета Главного Артиллерийского управления РККА. Обладая колоссальным практическим опытом и знаниями, он в голове держал местоположения артиллерийских арсеналов в Москве и в ближайшем Подмосковье и хорошо знал, какие старые артиллерийские системы, снаряды и снаряжение к ним хранятся на каких арсеналах.
По совету Козловского были расконсервированы 12 осадных 6-дюймовых орудий образца 1877 года, находившиеся на хранении в Мытищинском арсенале (59-й арсенал, бывшие Главные артиллерийские и инженерные склады Русской императорской армии «Мыза Раёво» в Лосином острове). Родные снаряды для этих орудий не сохранились, но в силу унификации удалось использовать английские осколочно-фугасные 100-фунтовые 6-дюймовые снаряды (гранаты) фирмы Виккерс, оставшиеся в значительном количестве из союзнических поставок Великобритании в годы Первой Мировой Войны в Мурманск и Архангельск и хранившиеся на Сокольническом артиллерийском складе. Несмотря на то, что первоначальный ресурс стволов был рассчитан на 10000 выстрелов, по предварительным оценкам, на момент расконсервации в 1941 году ресурс этих орудий оценивался специалистами всего в 5-7 выстрелов, но и это было жизненно необходимо в сложившейся обстановке.
Кроме того, нужно было ещё сформировать личный состав для огневых батарей. Командирами батареи и взводов стали слушатели Артиллерийской академии РККА, по разным причинам задержавшиеся в Москве или возвратившиеся с фронта, а орудийной прислугой присланные из районных военкоматов Москвы красноармейцы, которых было очень мало, и ученики 9-10-х классов 1-й и 2-й московских специальных артиллерийских школ По другим сведениям, из военкоматов также присылались офицеры, а прислугой были ученики 8-10-х классов упомянутых школ, а также старые артиллеристы, которые участвовали ещё в русско-японской войне.
Сформированная батарея в составе 4-х взводов выдвинулась в район Дедовска, где было решено использовать их на двух наиболее вероятных танкоопасных направлениях в составе артиллерийских засад. 1-й и 2-й взвод составили 1-ю засаду, 3-й и 4-й — 2-ю. Для удобства стрельбы (повышения защищённости и точности) и борьбы с явлениями отката орудия вкапывались в землю по самые ступицы деревянных колёс. Поскольку командиры батареи и взводов имели боевой опыт столкновений с Японией на Дальнем Востоке, в Польше и Финляндии, позиции были оборудованы «по всей форме» — с брустверами, капонирами и т. п. При этом засады вели стрельбу прямой наводкой с дистанций 500—600 метров (1600—2000 футов), а прицеливание производилось «через ствол», так как орудия не имели прицелов.
В ходе первого же боя с немецким танковым батальоном из состава 3-й танковой группы, проводившим разведку боем на одном из направлений, одной из засад удалось уничтожить до роты немецких танков. При разрыве 45-килограммового снаряда вблизи танка последний переворачивался набок, становился «на попа» или переворачивался вверх траками, при этом из танка выливался бензин и танк загорался. Попадание снаряда в башню срывало её и отбрасывало на десятки метров в сторону. А если 6-дюймовый снаряд осадной пушки попадал в лоб корпуса, то он проходил танк насквозь, выбивая из корпуса двигатель. Не представляя, что против них могут быть применены артиллерийские системы такой сокрушительной мощности, о которых немцы ничего не знали, они вначале вообще решили, что попали на противотанковое минное поле. Но вскоре стало ясно, что по танкам в упор бьют из пушек. В результате наступавший немецкий танковый батальон был вынужден отступить. Германское командование посчитало происшествие случайностью и направило другим путём другой танковый батальон, который также наткнулся на вторую противотанковую засаду из 6-дюймовых осадных орудий и понёс серьёзные потери. Немцы решили, что русские применяют какое-то новое противотанковое оружие невиданной ранее мощи. Наступление противника было приостановлено на несколько суток.
За эти несколько дней в 16-ю армию Рокоссовского прибыло пополнение, фронт стабилизировался, а уже 5 декабря 1941 года войска Калининского фронта (генерал-полковник И. С. Конев), а 6 декабря — Западного (генерал армии Г. К. Жуков) и правого крыла Юго-Западного фронтов (маршал С. К. Тимошенко) перешли в контрнаступление.
Несмотря на то, что, как уже говорилось, на момент расконсервации ресурс этих орудий оценивался всего в 5-7 выстрелов, они прекрасно показали себя в ходе первых боёв, выдержав несколько десятков выстрелов, в связи с чем было решено продолжить их боевое применение. В скором времени на других складах были обнаружены и другие 152-мм осадные орудия образца 1877 года, из которых на базе уже созданной батареи был сформирован полноценный артдивизион, который воевал и в 1942 году.
Кроме этого, были также ещё обнаружены единичные образцы 152-мм осадных орудий образца 1877 года, которые применялись как в одиночку, так и в составе артиллерийских батарей.
Также 152-мм пушки образца 1877 года применялись на Ленинградском фронте защитниками осаждённого гитлеровцами города на Неве и в Крыму. Окончательно эти орудия были сняты с вооружения Красной Армии в 1942-1943 годах.

## Боеприпасы
М1877 был способен стрелять различными типами снарядов, разделенных по типу используемого пороха.
Чёрный порох:
- Чугунный HE-33,3 кг (73 фунта) снаряда, 3,48 кг (7 фунтов 11 унций) мешочного заряда, начальная скорость 332 м/с (1090 футов/с) и дальность полета 7,3 км (4,5 мили).
- Чугунная шрапнель - 35 кг (77 фунтов) снаряд с 630 шариками, 3,48 кг (7 фунтов 11 унций) упакованный заряд и 381 м/с (1250 футов/с) начальная скорость.

Бездымный порох:
- Он-41 кг (90 фунтов) снаряд с начинкой из 8,8 кг (19 фунтов 6 унций) тротила, начальной скоростью 381 м/с (1250 футов/с) и дальностью полета 8,5 км (5,3 мили).
- Химический-40 кг (88 фунтов) снаряд.
- Освещенность-26,6 кг (59 фунтов) снаряда.
- Дальнобойный снаряд HE-40 кг (88 фунтов) с начинкой из тротила 6,9 кг (15 фунтов 3 унции), начальной скоростью 410 м/с (1300 футов/с) и дальностью стрельбы 10,3 км (6,4 мили).

## Войны
- Русско-Японская Война
- Первая Мировая Война
- Гражданская Война В Финляндии
- Гражданская Война В России
- Польско-Советская Война
- Зимняя война
- Вторая мировая война

## Сохранившиеся экземпляры
- Один экземпляр в Финском артиллерийском музее города Хямеэнлинна.
- Перед Краеведческим музеем в Евпатории установлены две такие пушки на лафете без колёс.
- Музей тихоокеанского флота города Владивосток.
- Два ствола экспонируются на территории Выборгского замка.

## Комментарии
1. ↑  Снаряды Ф-531 для 152-мм гаубиц Виккерса
2. ↑  До Великой Отечественной войны в СССР существовали общеобразовательные школы, ученики которых параллельно с обучением по общеобразовательным предметам проходили военную артиллерийскую подготовку вплоть до проведения учебных стрельб из настоящих артиллерийских орудий на полигонах. Учеником одной из таких школ был народный артист СССР и России Владимир Зельдин.
3. ↑  То есть, вертикально на корму.